# 約翰·康德黎
約翰·亨利·康德黎（1970年11月7日—）為英国戰地攝影師和戰地記者。
2012年11月，康德黎與另一記者詹姆斯·佛利在敘利亞被綁架，成為人質。他曾經在2012年7月於敘利亞經歷首次綁架事件，同行被綁的還有荷蘭攝影師杰羅恩·奧利勒曼斯，不過被綁架一星期後便獲釋。2017年7月，伊拉克媒體宣稱康德黎已經在摩蘇爾戰役空襲中身亡。2017年10月，一名法國籍伊斯蘭國武裝分子表示其在「七或八個月前」在拉卡見到康德黎。2019年1月，一名來自敘利亞民主力量的成員指康德黎可能仍然在生並身處敘利亞代尔祖尔省。英國政府於同年2月證實消息。

## 家族歷史
約翰·亨利·康德黎為香港西醫書院聯合創辦人詹姆斯·康德黎的曾孫，詹姆斯於1887年與他人聯合創立書院，後來成為香港大學的一部分，且為知名學府之一。詹姆斯在香港期间与孙中山结识并交好。1896年10月，被清朝政府通缉的孙中山流亡至英国伦敦时被当地中国使馆人员绑架并软禁，清朝方面本打算数日后租用轮船将孙中山押解回国法办。在拘禁中，孙设法与詹姆斯取得了联系，詹姆斯得知险情后四处奔走，促使英国媒体与政府介入此事，最终使孙成功脱险。孙中山后著有《伦敦蒙难记》（Kidnapped In London）叙述该事件经过。。
約翰的祖父為KF型蒸汽機車設計師肯尼斯·康德黎（Colonel Kenneth Cantlie），此機車達260公噸，為戰後中國最大的機車，一直運作至1972年。
約翰的父親為保羅，臨終前拍攝影片，希望武裝分子釋放其子。

## 職業生涯
康德黎在1990年代初展開其記者生涯，最初為世嘉的電子遊戲擔任測試員。

## 第一次被綁架
2012年7月19日，康德黎與杰羅恩·奧利勒曼斯由土耳其非法入境敘利亞巴布艾哈瓦的途中被武裝分子綁架，康德黎嘗試逃離的時候被槍傷。事後在2012年8月26日《太陽報》訪問中，康德黎表示「若果被捉拿，每位英國人都有責任去嘗試並逃離現場」。康德黎亦在2012年8月5日的《星期日泰晤士報》社評中撰文描述他被綁架的經歷。
二人嘗試逃走期間，奧利勒曼斯的左腿被槍傷，康德黎的左臂亦受傷。事後康德黎患上尺神經壓迫症，手部失去感覺和功能。康德黎表示武装分子中部分英國穆斯林多次大喊「去死吧，卡菲勒！」。奧利勒曼斯之後表示「英國人是他們中最具報復性的人」。受傷的二人在被囚期間被帶到一名自稱國民保健署醫生的武裝分子面前，為他們診治和處理傷口。二人更被威脅會被處死。奧利勒曼斯表示不清楚綁匪為誰，但表示武裝組織是由多個種族的成員組成。

### 獲救
2012年7月26日，兩名記者被綁架一個星期後由四名自由叙利亚军救走。自由軍闖入武裝分子的營地，向他們的武器庫開槍，又持槍威脅至少一名聖戰士。與此同時，奧利勒曼斯和康德黎則被帶上自由軍的汽車。獲救時，二人都需要別人協助才能離開武裝份子營地，皆因他們在嘗試逃走期間弄傷腳部，情況嚴重至難以行走。二人均在綁架事件中失去所有拍攝工具，護照和衣服。最後他們偷偷經過由敘利亞難民所使用的過境點離開敘國。兩名記者均聲稱他們將會被移交給一個與基地組織有聯繫的聖戰組織，並要求外界繳交贖金，幸計劃因兩名人質被救出而失敗。過境後，二人首先接受《紐約時報》駐安塔基亞的醫護人員的治療後，再與土耳其和英國的情報人員會面。
2012年10月9日，一架由埃及飛往倫敦的航機在希斯路機場降落後，一名乘客涉嫌與綁架案有聯繫而被拘留。
是次綁架事件為康德黎第二次到訪敘利亞。2012年3月，康德黎成為首位目睹政府軍駕駛T-72主戰坦克進入伊德利卜薩拉劫的西方攝影師，進城後的坦克便不分青紅皂白的炮轟平民。同年3月31日的《星期日電訊報》專題報導中，康德黎寫道：「然後那些坦克開火了。拳頭大小的彈片劃破空氣，立刻斬首了一名叛軍。當他的朋友們將他無頭的軀幹從火線下拖出來時，他的步槍嘎嘎作響。」康德黎又拍攝了一張照片，正對著前進中的T-72主戰坦克炮管，以描繪戰場的情況和反對派對抗政府的原因。

## 第二次被綁架
自2012年尾，康德黎就再沒現身於西方報章或社交媒體之上。由於沒有證人，針對是次綁架事件的審訊亦於2013年結束。2012年11月，康德黎被揭露被第二次綁架，被綁的還有同行美國記者詹姆斯·佛利，但二人所乘搭的的士司機和佛利的翻譯員則沒有被綁架，據知他們正共同製作有關康德黎第一次被綁架的電影。被綁架的佛利最終在2014年8月被斬首。

### 伊斯蘭國宣傳片段
康德黎在2012年尾失蹤後近兩個月，其在2014年9月的一段由伊斯蘭國发布的影片中現身，該片為《借我你的耳》系列的第一集。截至2015年2月，伊斯蘭國發布了六條系列的影片，所有片段中康德黎都有現身，都是黑色背景、坐在一張木桌旁、和身穿橙色監獄服。影片中，康德黎多番批評西方國家的外交政策，包括軍事行動、政治聲明，和媒體報道。康德黎尤其嚴厲抨擊英國和美國的人質政策，指責他們不如其他歐洲國家般為拯救人質而進行談判和繳交贖金。
伊斯蘭國在系列後再發放了三條影片，值得注意的是，影片中康德黎被描述為「西方記者」而非「西方人質」。三段片中康德黎以實地描述的方式美化艾因阿拉伯、摩蘇爾和阿勒頗的情況，並指情況不如西方媒體形容的惡劣。
由於拍攝片段期間，康德黎正被伊斯蘭國囚禁，暫時未清楚康德黎在影片中所講是否「真心話」。康德黎的姊妹潔西卡（Jessica）則表示其相信短片中「三分二」的內容。

#### 《借我你的耳》系列
伊斯蘭國發放了7段影片
|   | 發布日期       | 片長 | 名稱               |
| - | -------------- | ---- | ------------------ |
| 1 | 2014年9月18日  | 3:21 | 序                 |
| 2 | 2014年9月18日  | 5:56 | 第一集             |
| 3 | 2014年9月30日  | 5:35 | 第二集             |
| 4 | 2014年10月12日 | 6:54 | 第三集             |
| 5 | 2014年10月16日 | 7:49 | 第四集             |
| 6 | 2014年11月12日 | 6:31 | 第五集             |
| 7 | 2014年11月24日 | 8:53 | 第六集（最後一集） |

#### 《窺探[註 3]》系列影片
- 《窺探艾因阿拉伯（科巴尼）》（5分37秒），2014年10月28日發佈，2015年2月3日上載至YouTube。影片相信在科巴尼仍被伊斯蘭國佔領時拍攝
- 《窺探摩蘇爾》（8分15秒），2015年1月3日發佈，由意大利廣播頻道Canal 25上載至YouTube[49]
- 《窺探阿勒頗》（12分0秒），2015年2月9日發佈，2015年2月17日上載至YouTube，康德黎在片中表示將會是最後一次在《窺探》系列中露面

#### 其他影片
- 「約翰·康德黎談美國空襲摩蘇爾市媒體亭[註 4]」（3分36秒），2016年3月19日發佈，康德黎在《窺探》系列最後一次現身後的一年。[50]
- 「約翰·康德黎談美國轟炸摩蘇爾大學和市內其他人口密集地區[註 5]」，2016年7月12日發佈[51]
- 「約翰·康德黎談轟炸摩蘇爾市內橋樑、切斷水源和電力[註 6]」（8分56秒），2016年12月7日發佈[52][53]
- 「約翰·康德黎在新影片《坦克獵人》談摩蘇爾坦克戰[註 7]」（47分11秒），2016年12月13日發佈[54]

#### 被囚時的作品
康德黎曾在伊斯蘭國的網上雜誌《達比克》上發文。

## 現時狀況
第一次被綁架的同伴－杰羅恩·奧利勒曼斯已經在2016年於利比亞被伊斯蘭國槍斃；第二次被綁架的同伴－詹姆斯·佛利在2014年被伊斯蘭國公開斬首。
2017年7月28日，伊拉克媒體《Al-Sura》訪問三名被捕的伊斯蘭國武裝份子後，宣稱康德黎已經被殺。
2017年10月，一名法國籍伊斯蘭國武裝分子向《巴黎賽事》表示其在「七或八個月前」在拉卡見到康德黎。
2019年1月，一名來自敘利亞民主力量的官員指康德黎可能仍然在生並身處敘利亞代尔祖尔省。2月5日，一名英國官員表示相信康德黎仍未被殺死，至今仍被伊斯蘭國挾持。

## 備註
1. ↑  康德黎[2][3]或譯坎特利[4][5]
2. ↑  原文：Lend Me Your Ears
3. ↑  原文：Inside
4. ↑  原文：John Cantlie Talks About the American Airstrikes on Media Kiosks in Mosul City
5. ↑  原文：John Cantlie speaking about the US Bombing Mosul University and other popular areas in the City
6. ↑  原文：John Cantlie Talks About Bombing the Bridges, Cutting Water and Electricity from Mosul City
7. ↑  原文：John Cantlie Talks About Tank Warfare in Mosul in a new video titled (Tank Hunters)

## 外部連結
- Journalisted上的約翰·康德黎
- "Military journalists honour NYT's 'A Year at War', other contest entries"，Jim Romenesko，poynter.org，2011年9月29日